# Viadana (feudo imperiale)
Viadana era un feudo imperiale della Lombardia, ceduto dall'imperatore Federico Barbarossa a Sopramonte Cavalcabò nel 1158, con il titolo di marchese; il feudo fu confermato nel 1196. La famiglia Cavalcabò possedette il feudo fino al 1416. Nel 1322 divenne feudo di Milano e nel 1416 fu confiscato dai Gonzaga. 

## Marchesi di Viadana
- Sopramonte Cavalcabò 1158-1200
- Corrado I Cavalcabò 1200-1222
- Cavalcabò Cavalcabò 1222-1235
- Corrado II Cavalcabò 1235-1276
- Guglielmo Cavalcabò 1235-? (associato)
- Carlo Cavalcabò 1276-1297
- Ugolino Cavalcabò 1297-1300
- Guglielmo Cavalcabò, 1300-1312, signore di Cremona
- Giacomo II Cavalcabò 1312-1322
- Marsiglio Cavalcabò 1322-1404, condiviso con altri (dal 1322 Viadana diventa milanese)
- Andreasio Cavalcabò 1404-1416

Soppressione del feudo da parte dei Gonzaga nel 1416.